# 阿富汗裔俄羅斯人
阿富汗裔俄羅斯人是指生活在俄羅斯的阿富汗人，是阿富汗僑民的一部分。目前，大約有15万名阿富汗人居住在俄羅斯，其中包括普什圖人、塔吉克人等族群。阿富汗裔俄羅斯人中，有三分之一居住在俄國首都莫斯科，其中塞瓦斯托波爾酒店周圍有最大的社區，這裡有成千上萬的阿富汗居民和許多阿富汗經營的企業。
阿富汗裔俄羅斯人多是穆斯林，另有少數人信仰印度教或錫克教。

## 著名人物
- 巴布拉克·卡爾邁勒：阿富汗民主共和國前總統，1986年辭職後居住于莫斯科直到1996年因肝癌去世。